# Arthur Doyle

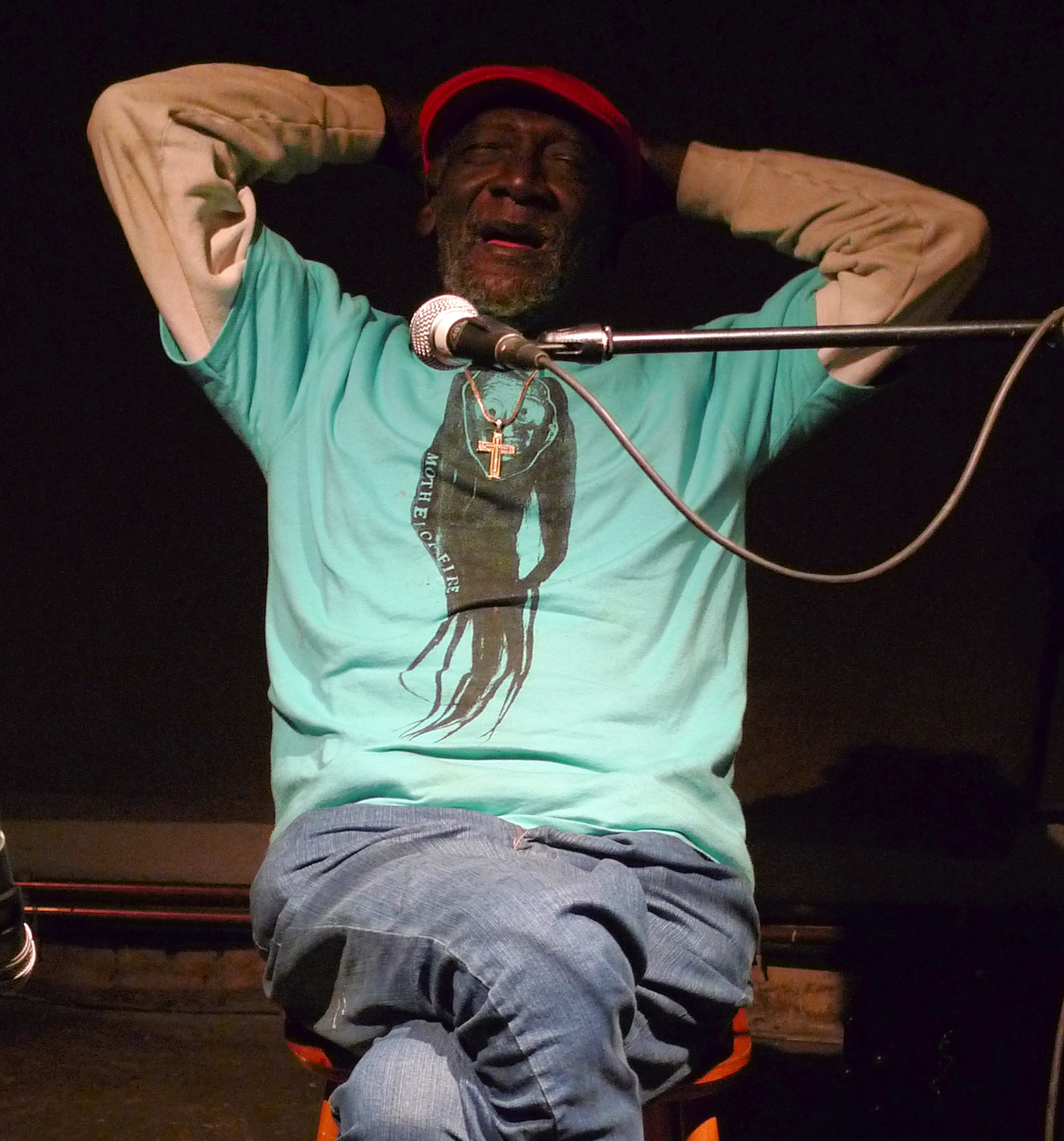
Arthur Doyle (2011)

Arthur Roy Doyle (* 26. Juni 1944 in Birmingham, Alabama; † 25. Januar 2014) war ein US-amerikanischer Jazzmusiker (Saxophon, Flöte, Gesang).

## Leben
Doyle studierte an der Tennessee State University, wo er in der Musikszene von Nashville Fuß fasste und mit Louis Smith und Walter Miller spielte. Nach einem kurzen Aufenthalt in Detroit, wo er in der Big Band von Charles Moore spielte, kehrte er nach Alabama zurück, um Mitglied der R&B-Band Johnny Jones & the King Casuals zu werden. Mit 23 Jahren ging Doyle schließlich nach New York, wo er Ende der 1960er Jahre seine Profikarriere begann, als er bei Aufnahmen von Noah Howard (The Black Arc, 1969) und Milford Graves (1976) mitwirkte. Er spielte in der zweiten Hälfte der 1970er Jahre mit seiner Quintett-Formation Arthur Doyle +4, zu der auch der Sun-Ra-Bassist Richard Williams gehörte. 1978 entstand das Album Alabama Feeling. Es folgte die Zusammenarbeit mit dem Gitarristen Rudolph Grey und Beaver Harris, des Weiteren mit Pharoah Sanders und dem Sun Ra Arkestra.
Auf Grund der finanziell unbefriedigenden Situation für Free-Jazz-Musiker in den Vereinigten Staaten zog Doyle 1982 nach Paris. Ein längerer Gefängnisaufenthalt brachte ihn zum Komponieren. Nach seiner Rückkehr nach New York nahm er einige dieser Kompositionen auf, die auf den Alben Plays and Sings from the Songbook (1992), Songwriter (1994) und Do the Breakdown (1997) erschienen. In den 1990er Jahren arbeitete Doyle mit Wilber Morris, Rashid Bakr, Sunny Murray, Keiji Haino, Thurston Moore und erneut mit Rudolph Grey und Noah Howard (Dawn of a New Vibration, mit Sunny Murray) zusammen. Ab Anfang der 2000er Jahre arbeitete er mit seinen Formationen Arthur Doyle Electro-Acoustic Ensemble und Arthur Doyle’s Free Jazz Soul Orchestra, u. a. mit Ed Wilcox.
Arthur Doyle kombinierte in dem von ihm Free Jazz Soul genannten Stilmix Elemente des Avantgarde Jazz mit Gospel und Rhythm and Blues. Er bleibe eine Kultfigur, über den die Free-Jazz-Hörer geteilter Meinung seien, so die Ansicht des Jazz-Magazins Coda.

## Diskographische Hinweise
- 1994: The Songwriter
- 1995: Plays and Sings from the Songbook, Vol. 1
- 2001: Live at the Glenn Miller Café